# Форрест-Сіті (Арканзас)
Форрест-Сіті (англ. Forrest City) — місто (англ. city) в США, адміністративний центр округу Сент-Френсіс штату Арканзас. Населення — 13 015 осіб (2020). Місто так назване на честь генерала Натаніеля Форреста.

## Географія
Форрест-Сіті розташований на висоті 77 метрів над рівнем моря за координатами 35°0′36″ пн. ш. 90°47′15″ зх. д. / 35.01000° пн. ш. 90.78750° зх. д. (35.010079, -90.787429).  За даними Бюро перепису населення США в 2010 році місто мало площу 42,35 км², з яких 42,19 км² — суходіл та 0,16 км² — водойми.

## Демографія
Згідно з переписом 2010 року, у місті мешкала 15 371 особа в 4396 домогосподарствах у складі 2909 родин. Густота населення становила 363 особи/км².  Було 4970 помешкань (117/км²). 
Расовий склад населення:
| - 67,3 % — чорних або афроамериканців - 27,6 % — білих - 0,7 % — корінних американців - 0,7 % — азіатів - 2,0 % — осіб інших рас |

До двох чи більше рас належало 1,6 %. Іспаномовні складали 5,9 % від усіх жителів.
За віковим діапазоном населення розподілялося таким чином: 23,5 % — особи молодші 18 років, 67,7 % — особи у віці 18—64 років, 8,8 % — особи у віці 65 років та старші. Медіана віку мешканця становила 34,8 року. На 100 осіб жіночої статі у місті припадало 144,5 чоловіків;  на 100 жінок у віці від 18 років та старших — 161,0 чоловіків також старших 18 років.
Середній дохід на одне домашнє господарство  становив 41 547 доларів США (медіана — 31 322), а середній дохід на одну сім'ю — 48 666 доларів (медіана — 36 039). Медіана доходів становила 27 164 долари для чоловіків та 27 917 доларів для жінок. За межею бідності перебувало 27,7 % осіб, у тому числі 35,3 % дітей у віці до 18 років та 15,1 % осіб у віці 65 років та старших.
Цивільне працевлаштоване населення становило 4294 особи. Основні галузі зайнятості: освіта, охорона здоров'я та соціальна допомога — 27,6 %, виробництво — 14,9 %, роздрібна торгівля — 12,2 %, публічна адміністрація — 11,8 %.

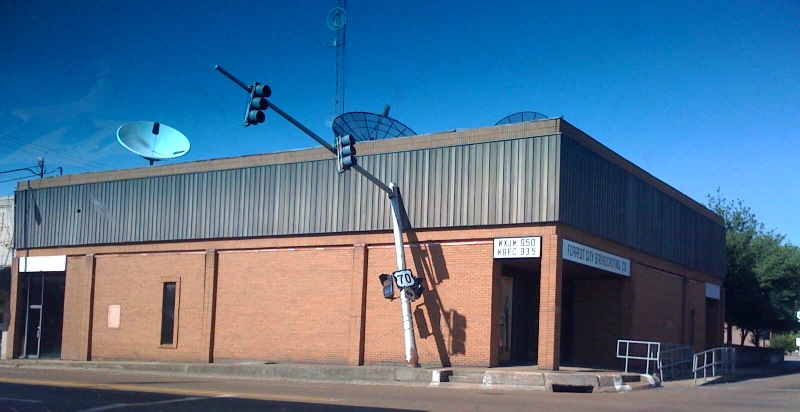
Forrest City Broadcasting Company

За даними перепису населення 2000 року в Форрест-Сіті проживало 14 774 особи, 3165 сімей, налічувалося 4581 домашнє господарство і 5164 житлових будинки. Середня густота населення становила близько 350 осіб на один квадратний кілометр. Расовий склад Форрест-Сіті за даними перепису розподілився таким чином: 35,52 % білих, 60,93 % — чорних або афроамериканців, 0,19 % — корінних американців, 0,74 % — азіатів, 2,31 % — представників змішаних рас, 0,3 % — інших народів. Іспаномовні склали 8,26 % від усіх жителів міста.
З 4581 домашніх господарств в 37,5 % — виховували дітей віком до 18 років, 37,2 % представляли собою подружні пари, які спільно проживали, в 28 % сімей жінки проживали без чоловіків, 30,9 % не мали сімей. 27,9 % від загального числа сімей на момент перепису жили самостійно, при цьому 11,9 % склали самотні літні люди у віці 65 років та старше. Середній розмір домашнього господарства склав 2,65 особи, а середній розмір родини — 3,23 особи.
Населення міста за віковим діапазону за даними переписом 2000 року розподілилося таким чином: 27,5 % — жителі молодше 18 років, 10,5 % — між 18 і 24 роками, 32,3 % — від 25 до 44 років, 18,5 % — від 45 до 64 років і 11,1 % — у віці 65 років та старше. Середній вік мешканця склав 32 роки. На кожні 100 жінок в Форрест-Сіті припадало 116,1 чоловіків, у віці від 18 років та старше — 121,6 чоловіків також старше 18 років.
Середній дохід на одне домашнє господарство в місті склав 23 111 доларів США, а середній дохід на одну сім'ю — 27 432 долара. При цьому чоловіки мали середній дохід в 29 313 доларів США на рік проти 21 295 доларів середньорічного доходу у жінок. Дохід на душу населення в місті склав 11 716 доларів на рік. 29 % від усього числа сімей в окрузі і 33,4 % від усієї чисельності населення перебувало на момент перепису населення за межею бідності, при цьому 45,9 % з них були молодші 18 років і 22,3 % — у віці 65 років та старше.

## Пам'ятки

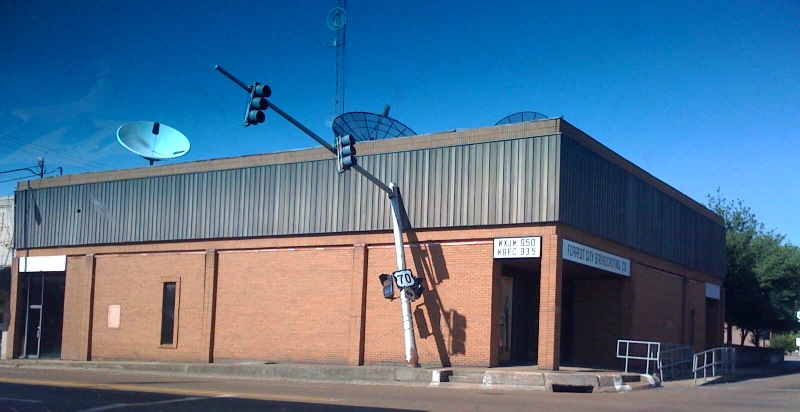
Forrest City Broadcasting Company

Торгова палата Форрест-Сіті розташована в столітньому будинку Бекер. До цього в будинку жила сім'я Бекер, потім, після продажу будинку, в ньому влаштували антикварний магазин, а потім бутик товарів для дому.
Також у місті розташований федеральний виправний комплекс Форрест-Сіті (англ. FCC Forrest City).

## Відомі жителі
- Ел Грін — американський виконавець в стилі ритм-енд-блюз
- Дон Кессинджер — бейсболіст
- Кол Слейтон — художник коміксів
- Денніс Вінстон — футболіст НФЛ